# Ihar Burko
Ihar Vasilevič Burko (in bielorusso Ігар Васілевіч Бурко?; Berazino, 8 settembre 1988) è un calciatore bielorusso, difensore del Tarpeda-BelAZ.

## Statistiche

### Cronologia presenze e reti in nazionale
| Cronologia completa delle presenze e delle reti in nazionale ― Bielorussia | Cronologia completa delle presenze e delle reti in nazionale ― Bielorussia | Cronologia completa delle presenze e delle reti in nazionale ― Bielorussia | Cronologia completa delle presenze e delle reti in nazionale ― Bielorussia | Cronologia completa delle presenze e delle reti in nazionale ― Bielorussia | Cronologia completa delle presenze e delle reti in nazionale ― Bielorussia | Cronologia completa delle presenze e delle reti in nazionale ― Bielorussia | Cronologia completa delle presenze e delle reti in nazionale ― Bielorussia |
| Data                                                                       | Città                                                                      | In casa                                                                    | Risultato                                                                  | Ospiti                                                                     | Competizione                                                               | Reti                                                                       | Note                                                                       |
| -------------------------------------------------------------------------- | -------------------------------------------------------------------------- | -------------------------------------------------------------------------- | -------------------------------------------------------------------------- | -------------------------------------------------------------------------- | -------------------------------------------------------------------------- | -------------------------------------------------------------------------- | -------------------------------------------------------------------------- |
| 1-6-2017                                                                   | Neuchâtel                                                                  | Svizzera                                                                   | 1 – 0                                                                      | Bielorussia                                                                | Amichevole                                                                 | -                                                                          | 46’                                                                        |
| 12-6-2017                                                                  | Minsk                                                                      | Bielorussia                                                                | 1 – 0                                                                      | Nuova Zelanda                                                              | Amichevole                                                                 | -                                                                          | 71’                                                                        |
| 3-9-2017                                                                   | Barysaŭ                                                                    | Bielorussia                                                                | 0 – 4                                                                      | Svezia                                                                     | Qual. Mondiali 2018                                                        | -                                                                          |                                                                            |
| 7-10-2017                                                                  | Barysaŭ                                                                    | Bielorussia                                                                | 1 – 3                                                                      | Paesi Bassi                                                                | Qual. Mondiali 2018                                                        | -                                                                          | 76’                                                                        |
| 9-11-2017                                                                  | Erevan                                                                     | Armenia                                                                    | 4 – 1                                                                      | Bielorussia                                                                | Amichevole                                                                 | -                                                                          |                                                                            |
| 23-2-2020                                                                  | Sharja                                                                     | Uzbekistan                                                                 | 0 – 1                                                                      | Bielorussia                                                                | Amichevole                                                                 | -                                                                          | 90’                                                                        |
| Totale                                                                     |                                                                            | Presenze                                                                   | 6                                                                          |                                                                            | Reti                                                                       | 0                                                                          |                                                                            |

## Palmarès

### Competizioni nazionali
- Campionato bielorusso: 1

Šachcër Salihorsk: 2020